# John Keegan
John Desmond Patrick Keegan (Londen, 15 mei 1934 – Kilmington, 2 augustus 2012) was een Brits historicus, journalist en auteur. Hij schreef boeken en gaf lezingen over militaire geschiedenis.

## Biografie
Keegan werd geboren in de Londense wijk Clapham (Lambeth). Zijn vader diende in de Eerste Wereldoorlog in de artillerie en werkte daarna als schoolinspecteur. In 1939 verhuisde het gezin naar Somerset, in het zuidwesten van Engeland. Keegans interesse in militaire geschiedkunde werd gewekt in 1944, toen in dat gebied de Operatie Overlord werd voorbereid. Na de Tweede Wereldoorlog keerde het gezin terug naar Londen. Keegan werd onderwezen aan het Wimbledon College. Op dertienjarige leeftijd werd bij hem tuberculose in zijn heup geconstateerd. Hij verbleef eerst acht maanden in een sanatorium en vervolgens twee jaar lang in het St Thomas' Hospital in Lambeth.
Hij verwierf een studiebeurs en rondde in 1957 zijn opleiding aan het Balliol College in Oxford af. Hij werkte hierna als politiek analyticus op de Amerikaanse ambassade in Londen. In 1960 werd hij aangesteld als docent militaire geschiedenis aan de Koninklijke Militaire Academie Sandhurst. Zijn eerste grote werk, getiteld The Face of Battle, werd in 1976 uitgegeven. Hierin beschrijft hij op levendige wijze hoe oorlogen door de soldaten zelf aan het front beleefd worden. Hij maakte in 1982 gebruik van het pseudoniem Patrick Desmond om in The Spectator zijn steun voor de Falklandoorlog uit te spreken. In 1986 verruilde Keegan zijn leraarschap voor een baan bij The Daily Telegraph als correspondent en later als redacteur.
In 1991 werd Keegan in de Orde van het Britse Rijk opgenomen; in 2000 werd hij geridderd en sindsdien kan hij met sir benoemd worden.

## Werken
- Barbarossa: Invasion of Russia, 1941 (1971), ISBN 034502111-8
- Opening Moves - August 1941 (1971), ISBN 0-345-09798-X
- The Face of Battle (1976), ISBN 0-670-30432-8
- Six Armies in Normandy (1982), ISBN 0-14-005293-3
- Zones Of Conflict: An Atlas Of Future Wars met Andrew Wheatcroft (1986), ISBN 0-671-60115-6
- Soldiers, A History of Men in Battle met Richard Holmes (1986), ISBN 0-670-80969-1
- The Mask of Command (1987), ISBN 0-7126-6526-9
- The Price of Admiralty (1988), ISBN 0-09-173771-0
- Who Was Who In World War II (1978), ISBN 0-85368-182-1
- The Illustrated Face of Battle (1988), ISBN 0-670-82703-7
- The Second World War (1990), ISBN 0-670-82359-7
- A History of Warfare (1993), ISBN 0-679-73082-6

- The Battle for History: Refighting World War Two (1995), ISBN 0-679-76743-6
- Warpaths (1996), ISBN 1-84413-750-3
- Fields of Battle: The Wars for North America (1997), ISBN 0-679-74664-1
- War and Our World: The Reith Lectures 1998 (1999), ISBN 0-375-70520-1
- The Book of War (red.) (1999), ISBN 0-670-88804-4
- The First World War (1998) ISBN 0-09-180178-8; (1999), ISBN 0-375-40052-4
- Winston Churchill (2002), ISBN 0-670-03079-1
- Intelligence in War: Knowledge of the Enemy from Napoleon to Al-Qaeda (2003), ISBN 0-375-40053-2
- The Iraq War (2004), ISBN 0-09-180018-8
- Atlas of World War II (red.) (2006), ISBN 0-00-721465-0
- The American Civil War (2009), ISBN 978-0-09-179483-5